# Kauernburg
Kauernburg (oberfränkisch: Kauanbuich) ist ein Gemeindeteil der Großen Kreisstadt Kulmbach im Landkreis Kulmbach (Oberfranken, Bayern). Die Gemarkung Kauernburg hat eine Fläche von 2,443 km². Sie ist in 604 Flurstücke aufgeteilt, die eine durchschnittliche Flurstücksfläche von 4044,50 m² haben. In ihr liegen neben dem namensgebenden Ort die Gemeindeteile Aichig, Dörnhof, Grundhaus und Venetianischer Stadel.

## Geografie
Das Dorf Kauernburg bildet mit Aichig im Osten eine geschlossene Siedlung. Diese liegt in einer Talmulde des Kesselbachs, der etwas weiter südlich als rechter Zufluss in den Weißen Main mündet. Im Nordwesten befindet sich der Biegigsberg (424 m ü. NHN). Eine Gemeindeverbindungsstraße führt am Venetianischen Stadel vorbei nach Blaich (1 km westlich) bzw. zur Bundesstraße 289 (0,5 km südöstlich), weitere führen an Dörnhof vorbei nach Eggenreuth (1,3 km nördlich) und an Grundhaus vorbei nach Gumpersdorf (3 km nördlich).

## Geschichte
1338 wurde ein „Kawerburgerbach“ urkundlich erwähnt, was zugleich die erste urkundliche Erwähnung des Ortes ist. 1381 wurde der Ort erstmals erwähnt. Das Bestimmungswort ist wahrscheinlich Curo, der Personenname des Siedlungsgründers.
Kauernburg bildete mit Eggenreuth eine Realgemeinde. Gegen Ende des 18. Jahrhunderts gab es in Kauernburg 16 Anwesen. Das bayreuthische Stadtvogteiamt Kulmbach übte das Hochgericht aus und hatte zugleich die Dorf- und Gemeindeherrschaft. Grundherren waren
- das Klosteramt Kulmbach (1 Mahlmühle, 1 Halbhof, 1 Gut, 2 Söldengüter, 1 Söldengut mit Zapfenschankgerechtigkeit, 3 Söldengütlein, 1 Haus mit Zapfenschenkgerechtigkeit, 2 Tropfgütlein, 1 Tropfhaus)
- das Rittergut Kirchleus (2 Gütlein)
- das St. Katharinen-Spital Kupferberg (1 Sölde).[8]

Von 1797 bis 1810 unterstand der Ort dem Justiz- und Kammeramt Kulmbach. Mit dem Gemeindeedikt wurde Kauernburg dem 1811 gebildeten Steuerdistrikt Burghaig und der 1812 gebildeten gleichnamigen Ruralgemeinde zugewiesen. Mit dem Zweiten Gemeindeedikt (1818) entstand die Ruralgemeinde Kauernburg, zu der Aichig, Dörnhof, Grundhaus und Venetianischer Stadel gehörten. Sie war in Verwaltung und Gerichtsbarkeit dem Landgericht Kulmbach zugeordnet und in der Finanzverwaltung dem Rentamt Kulmbach (1919 in Finanzamt Kulmbach umbenannt). In der freiwilligen Gerichtsbarkeit unterstanden einige Anwesen bis 1848 zum Patrimonialgericht Untersteinach bzw. PG Kirchleus. Ab 1862 gehörte Kauernburg zum Bezirksamt Kulmbach (1939 in Landkreis Kulmbach umbenannt). Die Gerichtsbarkeit blieb beim Landgericht Kulmbach (1879 in das Amtsgericht Kulmbach umgewandelt). Die Gemeinde hatte eine Gebietsfläche von 2,426 km².
Am 1. April 1946 wurde die Gemeinde Kauernburg nach Kulmbach eingegliedert.

### Einwohnerentwicklung

#### Gemeinde Kauernburg
| Jahr      | 1818  | 1840   | 1852   | 1855   | 1861   | 1867   | 1871   | 1875   | 1880   | 1885   | 1890   | 1895   | 1900   | 1905   | 1910   | 1919   | 1925   | 1933   | 1939   |
| Einwohner | 198   | 213    | 217    | 200    | 209    | 217    | 222    | 235    | 237    | 249    | 254    | 289    | 313    | 306    | 302    | 302    | 336    | 460    | 467    |
| Häuser    | 39    |        |        |        |        |        | 38     |        |        | 40     | 39     |        | 45     |        |        |        | 52     |        |        |
| Quelle    | [ 9 ] | [ 14 ] | [ 14 ] | [ 14 ] | [ 15 ] | [ 16 ] | [ 17 ] | [ 18 ] | [ 19 ] | [ 20 ] | [ 21 ] | [ 14 ] | [ 22 ] | [ 14 ] | [ 23 ] | [ 14 ] | [ 10 ] | [ 14 ] | [ 14 ] |

#### Ort Kauernburg
| Jahr      | 001809 | 001818 | 001861 | 001871 | 001885 | 001900 | 001925 | 001950 | 001961 | 001970 | 001987 |
| Einwohner | 89     | 93     | 87     | 111    | 114    | 195    | 208    | 371    | 422    | 154    | *      |
| Häuser    |        | 18     |        |        | 18     | 21     | 29     | 45     | 65     |        | *      |
| Quelle    | [ 24 ] | [ 9 ]  | [ 15 ] | [ 17 ] | [ 20 ] | [ 22 ] | [ 10 ] | [ 25 ] | [ 26 ] | [ 27 ] | [ 28 ] |

## Religion
Kauernburg ist seit der Reformation evangelisch-lutherisch geprägt und nach St. Petrus (Kulmbach) gepfarrt.